# مالكولم يونغ
مالكولم يونغ (بالإنجليزية: Malcolm Mitchell Young) (و. 1953 – 2017 م) هو عازف قيثارة، وموسيقي، وكاتب أغاني أسترالي، ولد في غلاسكو، وكان عضوًا في أيه سي/دي سي، توفي عن عمر يناهز 64 عاماً، بسبب خرف.

## التعليم
تعلم في ثانوية أشفيلد للبنين ‏.

## وصلات خارجية
- مالكولم يونغ على موقع IMDb (الإنجليزية)
- مالكولم يونغ على موقع الموسوعة البريطانية (الإنجليزية)
- مالكولم يونغ على موقع ميوزك برينز (الإنجليزية)
- مالكولم يونغ على موقع إن إن دي بي (الإنجليزية)
- مالكولم يونغ على موقع أول ميوزيك (الإنجليزية)
- مالكولم يونغ على موقع ديسكوغز (الإنجليزية)
- مالكولم يونغ على موقع قاعدة بيانات الفيلم (الإنجليزية)